# Sudafrica ai Giochi della XXVIII Olimpiade
Il Sudafrica partecipò ai Giochi della XXVIII Olimpiade, svoltisi ad Atene, Grecia, dal 13 al 29 agosto 2004, con una delegazione di 106 atleti impegnati in venti discipline.